# Бованенковское нефтегазоконденсатное месторождение
Бованенковское нефтегазоконденсатное месторождение — крупнейшее газовое месторождение на полуострове Ямал в России, расположено в 40 километрах от побережья Карского моря в нижнем течении рек Сё-Яха, Мордыяха и Надуй-Яха. Близ месторождения находится посёлок Бованенково.
Проектная мощность месторождения — до 140 млрд м³ газа в год.
Заказчиком обустройства Бованенковского НГКМ, а также предприятием, эксплуатирующим месторождение, является ООО «Газпром добыча Надым» — 100-процентное дочернее общество ПАО «Газпром». Заказчиком строительства системы транспортировки газа является ЗАО «Ямалгазинвест».

## Запасы
Месторождение является ресурсной базой трубопровода «Северный поток — 2».

## История разработки
Месторождение было открыто в 1971 году. Получило своё название в честь геолога Вадима Бованенко.
В рамках освоения месторождения был построен ряд первоочередных объектов (пожарной, санитарно-эпидемиологической и экологической безопасности, объекты жизнеобеспечения, промышленные базы и др.). Построена железная дорога «Обская — Бованенково», газопроводы «Бованенково — Ухта», «Бованенково — Ухта-2» и «Ухта — Торжок». Изначально запуск проекта намечался на 2008 год, затем на 3 квартал 2011 года, но в июне 2009 года в связи со снижением спроса на газ срок был отложен на 3 квартал 2012 года.
Месторождение было официально введено в эксплуатацию 23 октября 2012 года: был введён в строй газовый промысел ГП-2. В декабре 2014 года был введён в строй газовый промысел ГП-1.
5 декабря 2018 года Президент России Владимир Путин, в режиме видеоконференцсвязи, принял участие в церемонии ввода в эксплуатацию третьего (финального) газового промысла Бованенковского месторождения.
Максимальная годовая производственная мощность месторождения в 115 млрд м³ в сеноман-аптских залежах будет достигнута в период с 2021 года по 2022 год.

### Бованенково
Посёлок расположен в центральной части полуострова Ямал, на левом берегу реки Сёяха (приток Муртыяха), в 70 км от побережья Карского моря.
Промбаза ГП-1 условно называется «посёлком Бованенково» лишь потому, что здесь расположен штаб (администрация).
В июле 2014 года в 30 км от Бованенковского нефтегазоконденсатного месторождения на месте наблюдавшегося в 2013 году бугра пучения был обнаружен Ямальский кратер, возникший в результате выброса газонасыщенных многолетнемёрзлых пород. Некоторые исследователи считают это разновидностью криовулканической активности.

## Перспективы
В начале 2020 года стало известно, что «Газпром» оценивает проект производства полиэтилена на базе Бованенковского кластера месторождений. Предварительная оценка общей стоимости — $14,1 млрд, он обсуждался с потенциальными зарубежными партнёрами — саудовской SABIC и азербайджанской SOCAR — в конце 2019 г. Новый проект «Газпрома» подразумевает строительство двух гигантских заводов — газоперерабатывающего и газохимического. Планируемая мощность первого — 40 млрд м³ газа с выделением 37,8 млрд м³ [очищенного от примесей] метана, 2,3 млн т этана и 0,8 млн т сжиженных углеводородных газов (СУГ). И этан, и СУГ станут сырьём для газохимического комбината, мощность которого составит 2,1 млн т полиэтилена. $9,9 млрд (70 %) инвестиций предполагается привлечь в виде долгового финансирования, остальные затраты покроют инвесторы.